# Ломакин, Трофим Фёдорович
Трофим Фёдорович Ломакин (2 августа 1924, Алтайский край — 13 июня 1973, Москва) — советский тяжелоатлет, олимпийский чемпион (1952), двукратный чемпион мира, заслуженный мастер спорта СССР (1952).

## Биография
Сын старателя. Занялся тяжелой атлетикой, когда ему было 18 лет, во время службы в Советской Армии на Дальнем Востоке. И хотя он был непревзойдённым штангистом в своем регионе, его не замечали, пока в 1949 году он не переехал в Ленинград.
В 1952 году на чемпионате СССР Ломакин, выступавший в полутяжёлом весе, выиграл свой первый титул и был взят в олимпийскую сборную. На Олимпиаде в Хельсинки соревновался на категорию ниже, в среднем весе, и выиграл золотую медаль. Оставался в среднем весе почти всю свою карьеру, перейдя обратно в полутяжёлый вес только перед её завершением. Установил 9 мировых рекордов — два в жиме, пять в толчке и два в сумме. Пять из его мировых рекордов были установлены в полутяжёлом весе и четыре — в среднем.
Карьере Ломакина как штангиста серьёзно препятствовал алкоголизм. Из-за пьянства и неуважительного поведения на предолимпийском сборе тяжелоатлетов в Ташкенте Трофим не попал в советскую олимпийскую сборную 1956 года . Вскоре после окончания своей спортивной карьеры Ломакин по той же причине был уволен и из Советской Армии.
После этого он уже был не в состоянии удержаться на любой работе, попал в плохую компанию. В конце 1960-х годов Ломакин был задержан при попытке контрабанды золота из Советского Союза, его приговорили к пяти годам тюремного заключения. После трёх лет заключения Ломакин был освобождён по УДО, но вскоре после своего освобождения, на рассвете 13 июня 1973 года, он был найден мёртвым под двадцатиметровой вертикальной стеной стадиона «Юных пионеров» в Москве. Милиция обнаружила, что Ломакин был сильно пьян, когда упал с этой стены. Сам ли он упал или ему «помогли» его многочисленные уголовные знакомые, установить не удалось.

## Спортивная карьера
| Важнейшие международные соревнования |              |                  |                              |           |                       |
| Год                                  | Соревнование | Место проведения | Результат                    | Сумма, кг | Жим + рывок + толчок  |
| 1952                                 | ОИ (ЧЕ)      | Хельсинки        | чемпион                      | 417,5     | 125 + 127,5 + 165     |
| 1953                                 | ЧМ (ЧЕ)      | Стокгольм        | 2-е место                    | 427,5     | 132,5 + 132,5 + 167,5 |
| 1954                                 | ЧМ (ЧЕ)      | Вена             | 2-е место (ЧМ), чемпион (ЧЕ) | 427,5     | 137,5 + 130 + 160     |
| 1956                                 | ЧЕ           | Хельсинки        | чемпион                      | 420       | 135 + 125 + 160       |
| 1957                                 | ЧМ           | Тегеран          | чемпион                      | 450       | 142,5 + 132,5 + 175   |
| 1958                                 | ЧМ (ЧЕ)      | Стокгольм        | чемпион                      | 440       | 140 + 130 + 170       |
| 1960                                 | ОИ           | Рим              | 2-е место                    | 457,5     | 157,5 + 130 + 170     |
| Чемпионат СССР                       |              |                  |                              |           |                       |
| Год                                  | Соревнование | Место проведения | Результат                    | Сумма, кг | Жим + рывок + толчок  |
| 1952                                 |              | Иваново          | чемпион                      | 417,5     | 130 + 130 + 157,5     |
| 1953                                 |              | Таллин           | чемпион                      | 415       | 125 + 127,5 + 162,5   |
| 1954                                 |              | Петрозаводск     | 3-е место                    | 395       | 125 + 120 + 150       |
| 1955                                 |              | Минск            | чемпион                      | 432,5     | 130 + 130 + 172,5     |
| 1957                                 |              | Львов            | чемпион                      | 440       | 137,5 + 132,5 + 170   |
| 1960                                 |              | Ленинград        | чемпион                      | 457,5     | 152,5 + 135 + 170     |

Чемпион Спартакиады дружественных армий 1958.

## Награды
- Орден «Знак Почёта» (16.09.1960) — за успешные выступления в XVII летних и VIII зимних Олимпийских играх 1960 года, а также за выдающиеся спортивные достижения[1]